# Calliophis melanurus
Espèce
Synonymes
- Coluber melanurus Shaw, 1802
- Vipera trimaculata Daudin, 1803

Calliophis melanurus est une espèce de serpents de la famille des Elapidae.

## Répartition
Cette espèce se rencontre en Inde, au Bangladesh et au Sri Lanka. 

## Description
C'est un serpent venimeux et ovipare.

## Liste des sous-espèces
Selon The Reptile Database (23 janvier 2014) :
- Calliophis melanurus melanurus (Shaw, 1802)
- Calliophis melanurus sinhaleyus Deraniyagala, 1951

## Publications originales
- Deraniyagala, 1951 : Some new races of the snakes Eryx, Callophis, and Echis. Spolia Zeylanica, vol. 26, p. 147-150.
- Shaw, 1802 : General Zoology or Systematic Natural History, G. Kearsley, Thomas Davison, London, vol. 3, no 2, p. 313-615 (texte intégral).